# Gioviano Cepanico
Gioviano Cepanico, surnommé Hypatos ou Céparius ( italien : Gioviano Ceparico Ipato ), était un  magister militum per Venetiae byzantin chargé du duché de Venise en 740.

## Histoire
Après l'assassinat du doge Orso Ipato en 737, l'exarchat de Ravenne imposa à Venise une administration par magistri militum annuel qui remplaça le doge. Gioviano était le quatrième de ces fonctionnaires. Cette période de gouvernement par des magistri militum dura jusqu'en 742, lorsque le cinquième et dernier de ces fonctionnaires fut déposé et les doges rétablis.
On ne sait pas grand-chose sur Gioviano[Qui ?]. Jean le Diacre, dans son Chronicon Venetum et Gradense, écrit au début du XIe siècle, disait qu'il gouvernait avec sagesse. Il l'appela l' ipato nommé Jovianus. Cela indique qu'il portait le titre d' hypatos,  un titre honorifique byzantin que l'on pourrait traduire par « le premier parmi les consuls ». Durant son règne, il y eut un violent affrontement entre la ville d'Héraclie et sa voisine et rivale Equilium .
Ces événements ont dû se produire vers 740, bien que la chronologie de cette période de l'histoire vénitienne soit très incertaine. De plus, la durée du mandat de Teodato Ipato est contestée. En principe, le prédécesseur de Gioviano aurait détenu le gouvernement de la province pendant une période d'un an, comme le reste des magistri militum qui gouvernaient Venise. Et bien que le chroniqueur Jean le Diacre le rapporte dans son Chronicon Venetum du début du XIe siècle  (la principale source pour cette période), d'autres écrits anciens indiquent que Teodato  aurait gouverné le territoire vénitien pendant deux ans.
À un moment donné de son règne, Gioviano reçut de l'empereur le titre d' hypatos (« consul »), une dignité avec laquelle certains gouverneurs provinciaux étaient reconnus et d'où dérive le nom « Ipato » sous lequel Gioviano est connu. Il est possible que l'empereur lui ait accordé cet honneur en reconnaissance de l'aide apportée à l'exarque lors de certaines des attaques que les Lombards lancèrent à cette époque contre les territoires byzantins en Italie. L'exarque se serait réfugié dans la lagune de Venise après la prise de Ravenne par l'armée lombarde et le magister militum de Venise l'aurait aidé à récupérer la ville, siège de l'exarchat,.
Cependant, bien que la fuite de l'exarque à Venise et la reprise ultérieure de Ravenne soient des faits historiques reconnus, il existe un doute quant à la date à laquelle ces événements ont eu lieu et quant à savoir s'ils se sont produits à plus d'une occasion. Selon les diverses sources disponibles, la reprise de Ravenne grâce à l'aide vénitienne est datée vers 732, avant  ou vers 735, entre 737 et 738  ou vers 740.
Seule la dernière date (vers 740) coïnciderait avec l'époque de gouvernement de Gioviano, le reste étant inclus dans celui du doge Orso Ipato (v. 727 - v. 737). Cela ne signifie pas pour autant que deux situations similaires n’auraient pas pu se produire. C'est ce que rapporte, par exemple, l'écrivain et bibliographe britannique William Carew Hazlitt , qui décrit ces événements comme deux événements différents, l'un ayant eu lieu à l'époque du Doge Orso  et l'autre à celle du Magister Militum Gioviano.